# Cirkus Columbia
Cirkus Columbia è un film del 2010 diretto da Danis Tanović.
Il film è stato presentato alle giornate degli autori della 67ª Mostra internazionale d'arte cinematografica di Venezia ed è stato proiettato come film d'apertura al Trieste Film Festival 2011.
Il film è stato scelto come candidato per la Bosnia Erzegovina all'Oscar 2011 per il miglior film straniero.

## Trama
Autunno 1991. Alla vigilia della guerra, in una piccola città dell'Erzegovina meridionale, Divko Buntić torna a casa dopo anni di esilio in Germania. Per lui è l'ora di riprendersi qualche piccola rivincita, così torna con una nuova compagna, Azra (di quarant'anni più giovane), una nuova automobile, un gatto nero e una grossa somma di denaro. Appena tornato in città, la prima cosa che fa è scacciare da quella che era la sua abitazione la sua ex moglie Lucjia e il figlio. Per un po' di tempo Divko ha la meglio su tutti i fronti, in modo particolare grazie alle sue disponibilità finanziarie. Ma un giorno qualcosa inizia ad andare storto. Una notte, il gatto nero di cui Divko va tanto orgoglioso, scompare nel nulla. Il figlio e Azra si innamorano. La guerra inizia a bussare alle porte. Alcune parole chiarificatrici di Lucjia e l'amore per Martin condurranno Divko a cambiare radicalmente il proprio atteggiamento e a lasciare la macchina al figlio per scappare in Germania assieme ad Azra e Lucjia. Quando tutto sembra mettersi peggio, la situazione si ribalta nuovamente. Poco prima di partire Lucjia trova il gatto di Divko. Divko riesce a conquistare l'unica cosa che in realtà ha sempre voluto, il vero motivo per cui è tornato: Lucija decide di non fuggire, ma ritorna da lui. Il film termina con la coppia nuovamente riunita nel vecchio luna park in cui Divko aveva passato la sua infanzia, mentre da lontano i bombardamenti si avvicinano sempre più velocemente.